# FK Obilić
FK Obilić (Servisch: Фудбалски клуб Обилић) is een Servische voetbalclub uit de hoofdstad Belgrado. De club werd in 1924 opgericht en werd genoemd naar de middeleeuwse Servische held Miloš Obilić.
In de beginjaren speelde de club in de competitie van Belgrado. Na de Tweede Wereldoorlog werd de naam Obilic verbannen tot 1952 en speelde onder de naam Cuburac en Sumadija. Tot 1982 speelde de club op niveau van Belgrado toen het promoveerde naar de 2de klasse van Servië, een jaar later promoveerde de club naar de 1ste klasse. In 1988 promoveerde de club voor het eerst naar de nationale liga, de 3de klasse van Joegoslavië, voor het eerst werd er dus ook tegen teams van buiten Servië gespeeld.
Na de verbrokkeling van Joegoslavië speelde de club in de 2de klasse en na het behalen van de bekerfinale in 1995 mocht de club al proeven van Europees voetbal. In 1997 promoveerde de club naar de hoogste klasse en werd daar meteen kampioen. De volgende jaren haalde de club nog goede resultaten en was een subtopper maar in 2006 had de club een slecht seizoen en degradeerde. De club ging in vrije val en degradeerde in 2007 naar de Srpska Liga, de 3e klasse. In het seizoen 2007/2008 eindigde Obilić op de laatste plaats, waardoor de club voor de derde achtereenvolgende keer degradeerde en in het seizoen 2008/2009 in de amateurklasse zal uitkomen.

## Erelijst
- Landskampioen
  - 1998
- Beker van Servië en Montenegro
  - Finalist: 1995, 1998

## Obilić in Europa
#Q = #kwalificatieronde, #R = #ronde, T/U = Thuis/Uit, W = Wedstrijd, PUC = punten UEFA coëfficiënten .
Uitslagen vanuit gezichtspunt FK Obilić
| Seizoen | Competitie       | Ronde | Land                | Club                 | Totaalscore | 1e W    | 2e W    | PUC |
| ------- | ---------------- | ----- | ------------------- | -------------------- | ----------- | ------- | ------- | --- |
| 1995/96 | Europacup II     | Q     | Vlag van Georgië    | Dinamo Batoemi       | 2-3         | 0-1 (T) | 2-2 (U) | 1.0 |
| 1998/99 | Champions League | 1Q    | Vlag van IJsland    | ÍB Vestmannaeyja     | 4-1         | 2-0 (T) | 2-1 (U) | 2.5 |
|         |                  | 2Q    | Vlag van Duitsland  | FC Bayern München    | 1-5         | 0-4 (U) | 1-1 (T) | 2.5 |
| 1998/99 | UEFA Cup         | 1R    | Vlag van Spanje     | Atlético Madrid      | 0-3         | 0-2 (U) | 0-1 (T) | 2.5 |
| 2000    | Intertoto Cup    | 1R    | Vlag van Kroatië    | HNK Cibalia Vinkovci | 2-4         | 1-3 (U) | 1-1 (T) | 0.0 |
| 2001/02 | UEFA Cup         | Q     | Vlag van Faeröer    | GÍ Gøta              | 5-1         | 4-0 (T) | 1-1 (U) | 2.5 |
|         |                  | 1R    | Vlag van Denemarken | FC Kopenhagen        | 2-4         | 0-2 (U) | 2-2 (T) | 2.5 |
| 2002    | Intertoto Cup    | 1R    | Vlag van Finland    | FC Haka Valkeakoski  | 2-3         | 1-2 (T) | 1-1 (U) | 0.0 |

Totaal aantal punten voor UEFA coëfficiënten: 6.0

## Bekende (oud)-spelers
- Marko Pantelić
- Aleksandar Živković
- Milan Lešnjak